# 1928년 하계 올림픽 오스트리아 선수단
1928년 하계 올림픽 오스트리아 선수단은 네덜란드 암스테르담에서 개최된 1928년 하계 올림픽에 참가한 올림픽 오스트리아 선수단이다.

## 다이빙
남자
| 선수 | 세부 종목 | 예선 | 예선 | 결선 | 결선 |

## 복싱
| 선수            | 세부 종목 | 32강                               | 16강           | 8강            | 준결승         | 결승           | 결승 |
| 선수            | 세부 종목 | 상대 선수 결과                     | 상대 선수 결과 | 상대 선수 결과 | 상대 선수 결과 | 상대 선수 결과 | 순위 |
| 요한 프라베르거 | 웰터급    | 라이몬드 스밀리에 (CAN) · L points | 진출 실패      | 진출 실패      | 진출 실패      | 진출 실패      | 17   |

## 사이클

### 도로 경기
| 선수 | 세부 종목 | 기록          | 기록 | 순위   | 순위 |
| 선수 | 세부 종목 | 프란츠 두시카 | 독주 | 1:22.0 | 15   |

## 참고 자료
- (영어) “Austria at the 1928 Amsterdam Summer Games”. SR/Olympic Sports. 2009년 3월 9일에 원본 문서에서 보존된 문서. 2011년 10월 13일에 확인함.